# Баба Марта

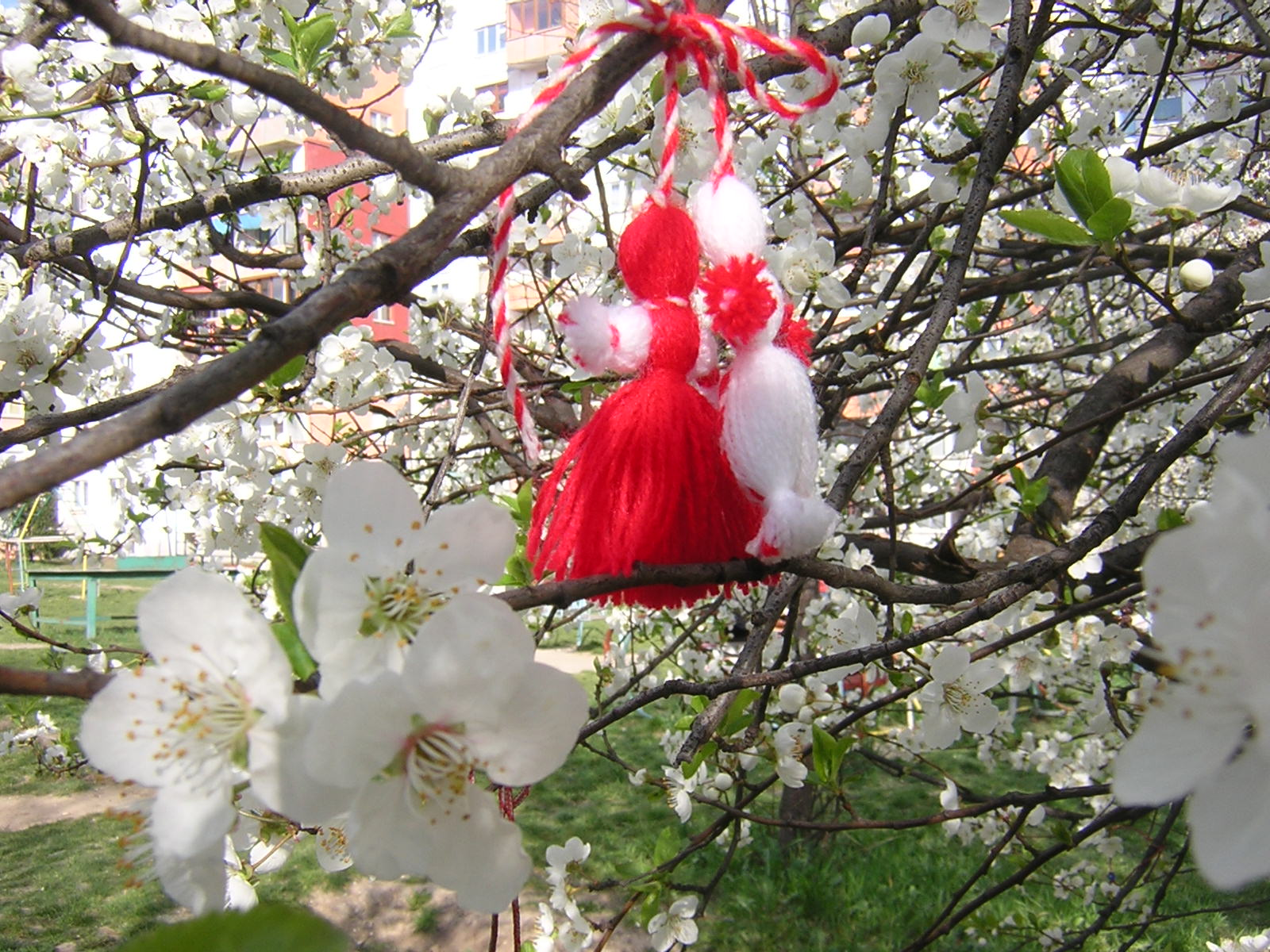
Мартениці на квітучому плодовому дереві

Ба́ба Ма́рта — міфічний персонаж болгарського фольклору. У народних віруваннях, поданих у прислів'ях та казках, її ім'я пов'язане з назвою місяця березня (март). У болгарських міфічних уявленнях уособлено три місяці — січень, лютий та березень. Січень та лютий представлені як брати із жорстоким характером — Великий Сечко та Маленький Сечко. Бабу Марту вважають їхньою сестрою, яка часом усміхнена і доброзичлива, часом непередбачувано зла.
Багато звичаїв та свят, присвячених прийдешній весні, пов'язані з Бабою Мартою та місяцем березнем. Найвідомішим звичаєм, пов'язаним із Бабою Мартою, є прикрашання людей та молоді мартеницею (скрученою біло-червоною ниткою) 1 березня — у день приїзду Баби Марти. Ритуали з переслідування змій та ящірок тривають протягом місяця, а також ворожіння, пов'язані з деякими перелітними птахами.

## Казки Баби Марти
У фольклорі Баба Марта представлена як сестра чи дружина Великого Сечка (січень) та Маленького Сечка (лютий). Вона завжди ними незадоволена — або вони пили вино (якщо вони її брати), або робили якесь велике лихо. Стара жінка (наречена) злиться на них, внаслідок чого погода псується.
Згідно з популярною казкою, стара чабанка забрала свою отару в гори в останні дні березня, думаючи, що Баба Марта дасть їй гарну погоду, бо вона така ж стара, як і вона. Баба Марта розсердилася, позичила у свого брата Лютого кілька днів і дістала їх. Ці дні в народній традиції називаються «запозиченими днями», «позичальниками», «кількома днями». Марта випустила сильний сніг та хуртовини, які заморозили її козу та стадо в горах. Заморожені перетворилися на купу каміння, з якого стікала цілюща вода.

## Святкування Баби Марти
У це свято проводяться обрядові дії, які, як вважають, сприяють добробуту. Учасниками цих урочистостей є жінки, дівчата та діти. Вважається, що вона не любить старих жінок, і вони жодним чином не повинні викликати її гнів. Баба Марта відзначається 1 березня, 9 березня (Младенці) і 25 березня (Благовіщення). Свята асоціюються з вітанням весни.

### Спалення Баби Марти
Болгарське свято «Спалення Баби Марти» відзначається наприкінці зими, в останню суботу та неділю лютого. Воно закінчує зиму і готує людей до майбутньої весни.

### 1 березня

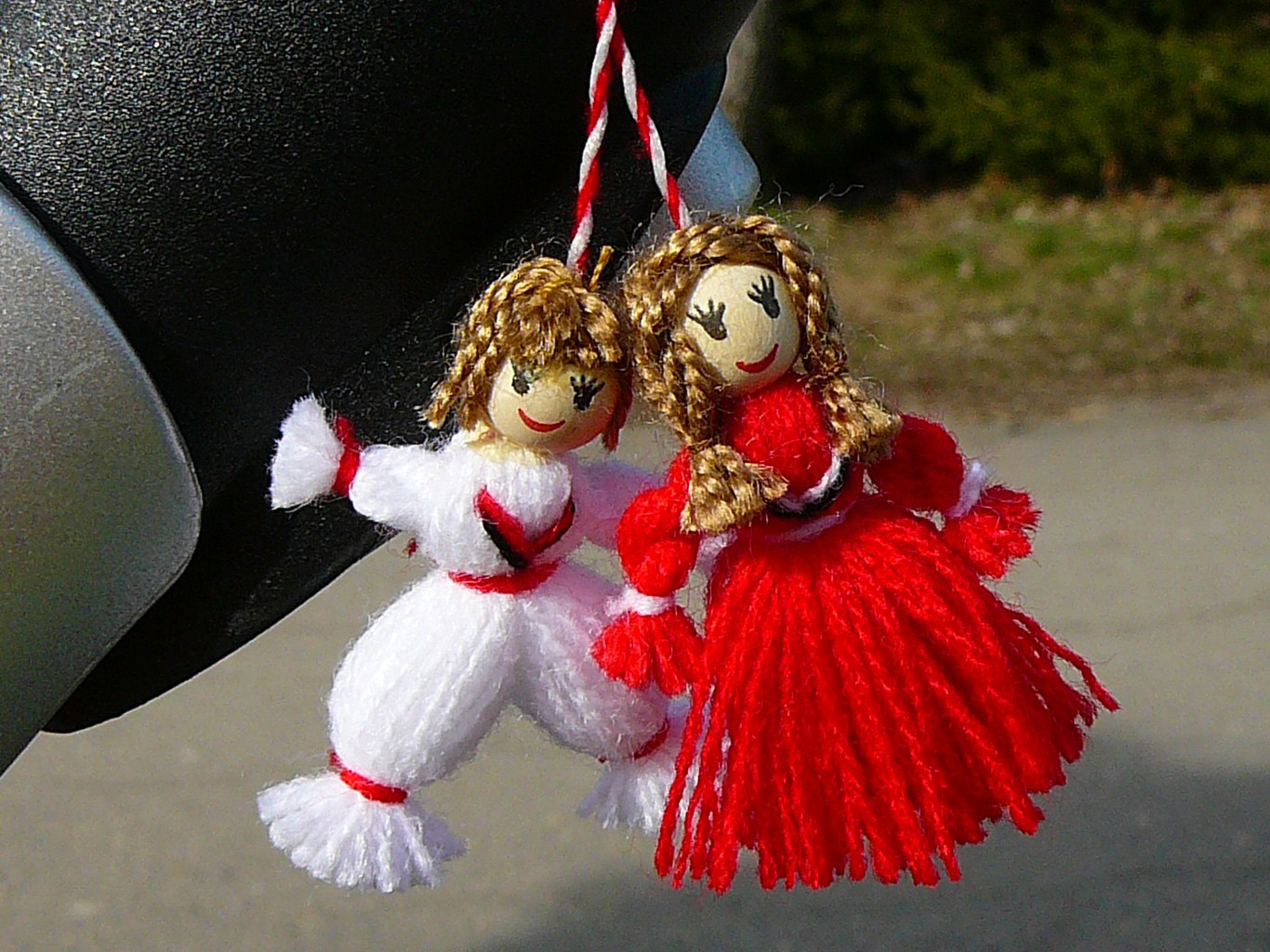
Мартениці

Свято Баби Марти в болгарських традиціях є символом весни і приносить побажання здоров'я та родючості на початку нового циклу в природі. Традиція пов'язана з давньою язичницькою історією Балканського півострова, пов'язаною з усіма землеробськими культами природи. Деякі з найбільш специфічних рис ритуалу 1 березня, і особливо зав'язування скручених біло-червоних вовняних ниток, є результатом багатовікової традиції, яка була властива фракійським (палеобалканським) та еллінським звичаям.
Легенда, яка виникла у 30-х роках минулого століття, пов'язує появу мартениці з праболгарами.
Звичай зав'язування мартениці (виті білі та червоні вовняні нитки) відомий у Болгарії, Румунії, Молдові, Албанії, Греції, Північній Македонії та Сербії. У Румунії мартениці зав'язують лише на руках жінок та маленьких дітей, а чоловіки можуть носити мартениці лише в потайному місці, наприклад, у взутті. У Греції мартениці зав'язують лише на дитячих руках. У Болгарії мартениці прив'язують також до молодняку та дерев, а також до чоловіків.
Найстарша жінка повинна ретельно прибрати будинок до сходу сонця, вийняти й розтягнути червону тканину — скатертину, постіль, постільну ремінь або фартух. Вважається, що це зробить Бабу Марту щасливою і сприятиме її доброті до будинку та мешканців. Скручена біла та червона вовняна нитка — мартениця — найчастіше зав'язується на руці у дітей, дівчат та молодих наречених. Молоді люди повинні виходити, «щоб їх бачила Баба Марта і раділа», а старі жінки не повинні виходити, бо «вони розсердять Бабу Марту».
У цей день у багатьох місцях ганяють змій та ящірок, розводять багаття, двір обводять брязканням металевих предметів та закликаннями.

#### Історія звичаю
Ритуальне використання червоних або біло-червоних тканин, стрічок, ниток, вузлів або пензликів було засвідчено на Балканах, у Малій Азії, Єгипті та на Близькому Сході ще з античних часів. У давнину червоний означав Богиню (народження і смерть), а білий — її Сина (Сонце, потойбічний світ, вічність). Традиції і сьогодні дотримуються в Румунії, Молдові, Північній Македонії, частині Греції, Болгарії, Сербії, Албанії, а також у частині сьогоднішньої України.

#### Модернізована традиція 1 березня
Щороку 1 березня болгари дарують одне іншому мартениці (мартенкі, байніци) — переплетені нитки, найчастіше червоні і білі, але є також зелені різних форм — для здоров'я і щастя. Болгари одягають мартениці на одяг або зап'ястя і бажають собі здоров'я та щастя словами «Щасливої Баби Марта».
1 березня вважається днем на ім'я Марта. Помилково часто до цієї дати додають іменини до імені Мартин, оскільки офіційним святом, згідно зі Священним синодом, є 14 квітня з нагоди святкування св. Мартина.

## 25 березня (Благовіщення)
У народній традиції свято асоціюється з віруваннями та звичаями щодо змій, зозуль та ведмедів, які, як вважають, прибувають або прокидаються і виходять цього дня. Баба Марта — їхня господарка.
У Північній Болгарії проводяться ритуали на честь змії — господаря будинку — їжа залишається на порозі будинку. Голова змії, вбитої на Благовіщення, вважається цілющою.
Ритуали переслідування змій та ящірок відомі по всій Болгарії. Двори підмітають, а сміття підпалюють. Діти стрибають через багаття заради здоров'я. Подекуди будинок оточений палаючою ганчіркою. Жінки та діти дзвенять плойками та житом на великих металевих посудах і вимовляють чарівні формули на кшталт: «Втікайте змії та ящірки, Благовіщення вас ущипне (Благовіщення вас переслідує)!»
Вважається, що перелітні птахи прилітають до Благовіщення. Особливо очікується кування зозулі, а кількість кування передбачає тривалість життя. Люди намагаються принести з собою гроші та хліб, щоб бути ситими та заможними, якщо їм закує зозуля. Коли кує зозуля, вважається, що приходять феї. Молоді діви не виходять рано вранці, щоб не зустріти фей.

## Комерціалізація свята
В останні кілька років спостерігається тенденція до комерціалізації свята. У середині лютого розпочинаються масові продажі мартениць у жвавих громадських місцях, особливо інтенсивно у великих містах. Традиція ручного в'язання мартениць замінюється експортованою продукцією з Китаю, яка використовується більшістю торговців для отримання вищих прибутків, оскільки мартениці китайського виробництва в кілька разів дешевші за інші на ринку. Серед багатого різноманіття видів мартениць є також (кітч, нетрадиційні) із зображеннями відомих виконавців поп-фолку, а також казкових та мультиплікаційних персонажів.